# مقياس العضلات العجانية

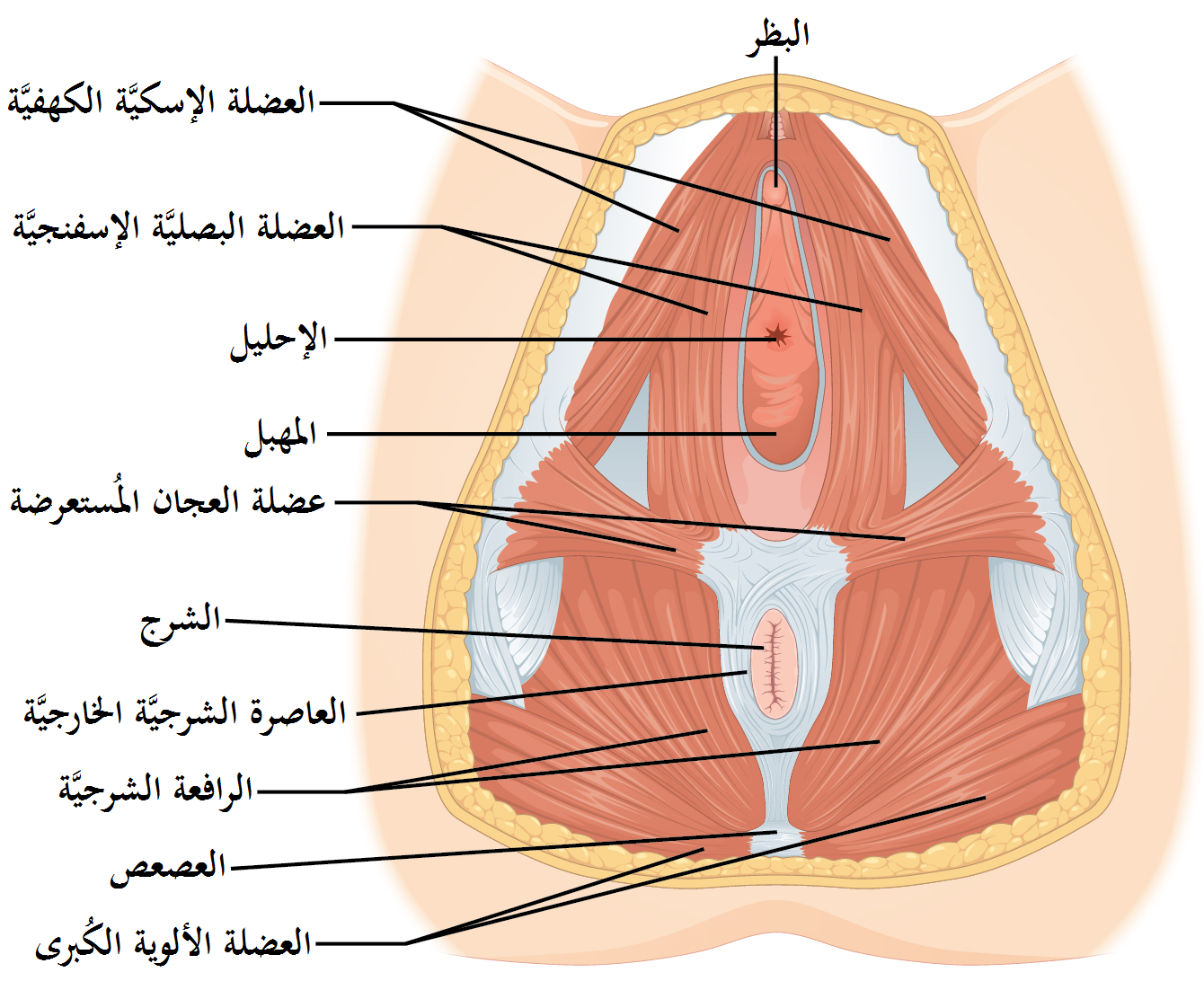
عضلات العجان الأنثوية. قد تتلف عضلات قاع الحوض أثناء الولادة، ويمكن تقييم شدتها باستخدام مقياس العجان.

يعد مقياس كيجل أو مقياس الضغط المهبلي أداة لقياس قوة الانقباضات الطوعية لعضلات قاع الحوض.كان أرنولد كيجل (1894–1981) طبيب أمراض النساء الذي اخترع مقياس كيجل للعجان (يستخدم لقياس ضغط الهواء المهبلي). وتمارين كيجل للعجان (الضغط على عضلات قاع الحوض).تبع ذلك ملاحظة أن عضلات قاع الحوض تضعف حتمًا بعد صدمة الولادة. التحقق من ضغط الهواء داخل المهبل عن طريق إدخال مقياس العجان، بينما يطلب من المرأة الضغط بأقصى قدر ممكن، يشير إلى ما إذا كانت ستستفيد من تقوية عضلات المهبل باستخدام تمارين كيجل. قد تكون أجهزة قياس محيط الدم الحديثة (تخطيط كهربائية العضل)، التي تقيس النشاط الكهربائي في عضلات قاع الحوض، أكثر فعالية في هذا الغرض. قد يساعد تقييم قوة قاع الحوض أثناء فحص أمراض النساء على تحديد النساء المصابات بعيوب لفافة في قاع الحوض، وكذلك أولئك المعرضات لخطر تدلي الأعضاء التناسلية أو سلس البول. يعتبر كل من مقياس كيجل والفحص الرقمي فعالين ومتوافقين في نتائجهم في هذا التقييم.

## انظر ايضاً
- التمزق العجاني.